# 白濬
白濬（1501年—？），字子深，號堯山，廣西桂林府臨桂縣人，民籍，明朝政治人物。

## 生平
廣西鄉試第二十名舉人。嘉靖八年（1529年）中式己丑科會試第三百十名，登第三甲第二百一十六名進士。授知縣，行取入京，以王亲例外補郧阳府同知。遷運同，二十二官河南開封府知府，升按察司副使，致仕。

## 家族
曾祖白禮，曾任壽官；祖父白敏，曾任引禮舍人；父白環，曾任典膳。母陶氏。严侍下。